# Johannes Vermeer
Johannes Vermeer (Delft, 31 de outubro de 1632 – Delft, 15 de dezembro de 1675) foi um pintor holandês especializado em cenas de interiores domésticos da vida da classe média. Ele é considerado um dos maiores pintores da Era de Ouro holandesa. Durante sua vida, ele foi um pintor de gênero provinciano moderadamente bem-sucedido, reconhecido em Delft e Haia. Ele produziu relativamente poucas pinturas, ganhando a vida principalmente como negociante de arte. Ele não era rico. Após sua morte, sua esposa ficou endividada.
Vermeer trabalhou lentamente e com muito cuidado, e frequentemente usou pigmentos muito caros. Ele é particularmente conhecido por fazer uso magistral da luz em seu trabalho. "Quase todas as suas pinturas", escreveu Hans Koningsberger, "aparentemente estão situadas em dois cômodos pequenos em sua casa em Delft; elas mostram os mesmos móveis e decorações em vários arranjos e frequentemente retratam as mesmas pessoas, principalmente mulheres."
A modesta celebridade que ele desfrutou durante sua vida deu lugar à obscuridade após sua morte. Ele mal foi mencionado no principal livro de Arnold Houbraken sobre a pintura holandesa do século XVII (Grand Theatre of Dutch Painters and Women Artists, publicado em 1718) e, como resultado, foi omitido de pesquisas subsequentes sobre a arte holandesa por quase dois séculos. No século XIX, Vermeer foi redescoberto por Gustav Friedrich Waagen e Théophile Thoré-Bürger, que publicaram um ensaio atribuindo-lhe 66 pinturas, embora apenas 34 pinturas sejam universalmente atribuídas a ele hoje. Desde então, a reputação de Vermeer cresceu enormemente.

## Vida
Vermeer viveu toda a sua vida na sua terra natal, onde está sepultado na Igreja Velha (Oude Kerk) de Delft.
É o pintor holandês mais famoso e importante do século XVII (um período que é conhecido por Idade de Ouro Holandesa, devido às espantosas conquistas culturais e artísticas do país nessa época). Os seus quadros são admirados pelas suas cores transparentes, composições inteligentes e brilhante com o uso da luz.
Pouco se sabe da sua vida. Era filho de Reynier Jansz e Dingenum Baltens. Casou-se em 1653 com Catharina Bolenes e teve 15 filhos, dos quais morreram 4 em tenra idade. No mesmo ano juntou-se à guilda de pintores de Saint Lucas (São Lucas). Mais tarde, em 1662 e 1669, foi escolhido para presidir a guilda. Sabe-se que vivia com magros rendimentos como comerciante de arte, e não pela venda dos seus quadros. Por vezes até foi obrigado a pagar com quadros dívidas contraídas nas lojas de comida locais. Morreu muito pobre em 1675. A sua viúva teve de vender todos os quadros que ainda estavam na sua posse ao conselho municipal em troca de uma pequena pensão (uma fonte diz que foi só um quadro: a última obra de Vermeer, intitulada Clio). Depois da sua morte, Vermeer foi esquecido. Por vezes, os seus quadros foram vendidos com a assinatura de outro pintor para lhe aumentar o valor. Foi só muito recentemente que a grandeza de Vermeer foi reconhecida: em 1866, o historiador de arte Théophile Thoré (pseudónimo de W. Bürger) fez uma declaração nesse sentido, atribuindo 76 pinturas a Vermeer, número esse que foi em breve reduzido por outros estudiosos. No princípio do século XX havia muitos rumores de que ainda existiriam quadros de Vermeer por descobrir.
Conhecem-se hoje muito poucos quadros de Vermeer. Só sobrevivem 35 a 40 trabalhos atribuídos ao pintor holandês. Há opiniões contraditórias quanto à autenticidade de alguns quadros.
A vida do pintor é contracenada no filme "Girl with a Pearl Earring" (2003) do diretor Peter Webber. A atriz Scarlett Johansson interpreta Griet, a rapariga dos brincos de Pérola.

## Uma cronologia da obra de Vermeer

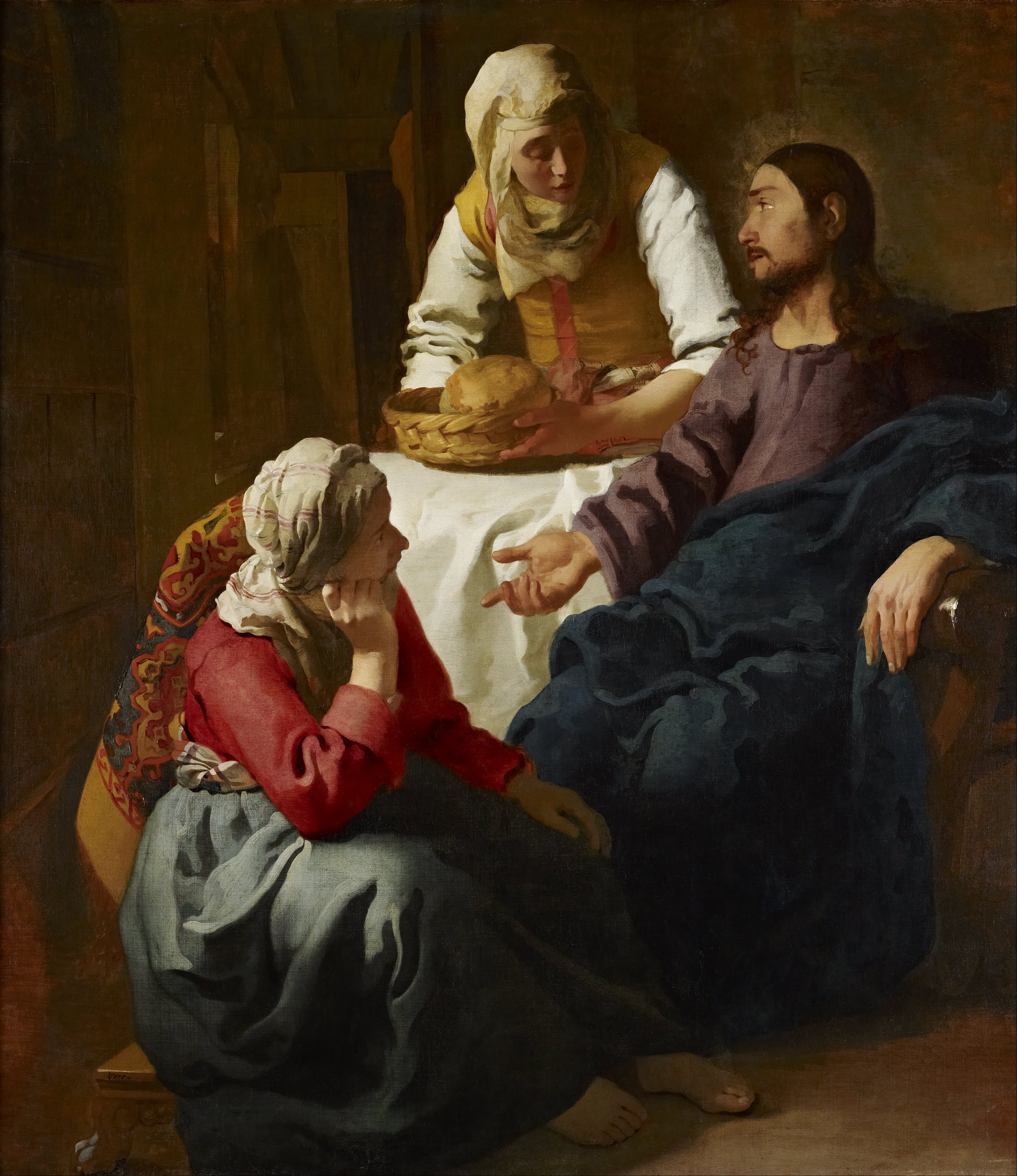
Cristo na casa de Marta e Maria (1654-1655)
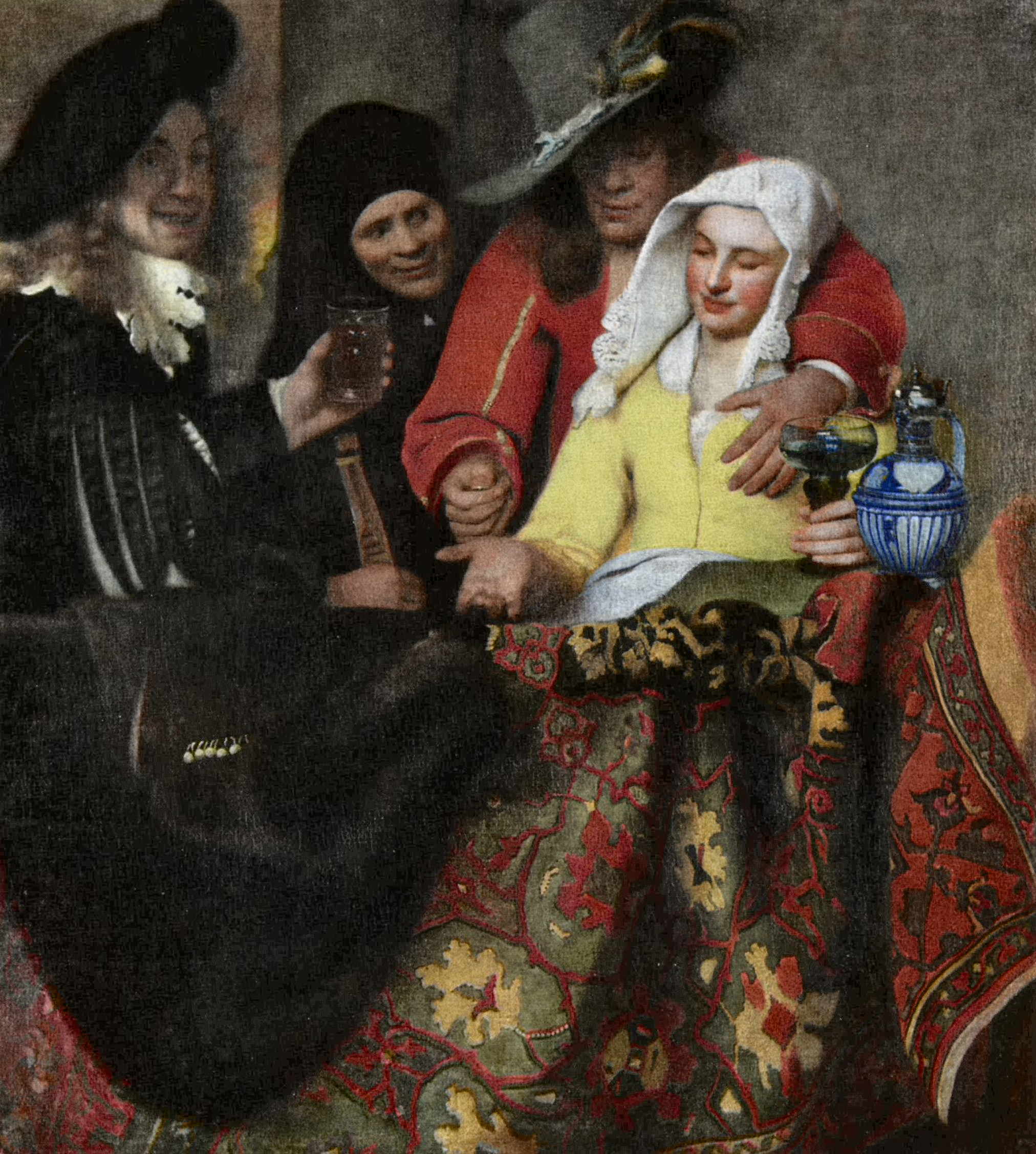
A alcoviteira (1656)
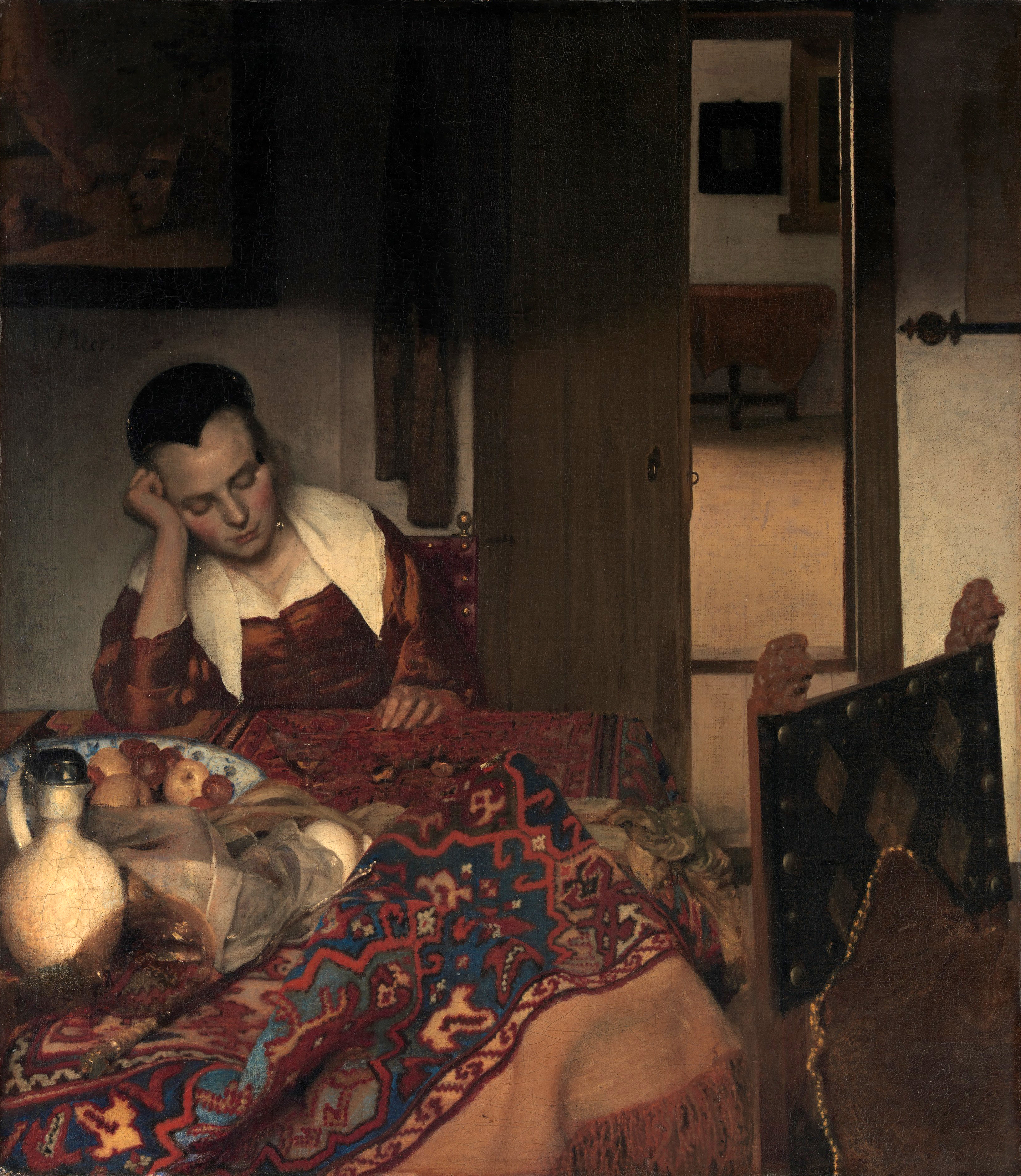
Jovem adormecida (1657)
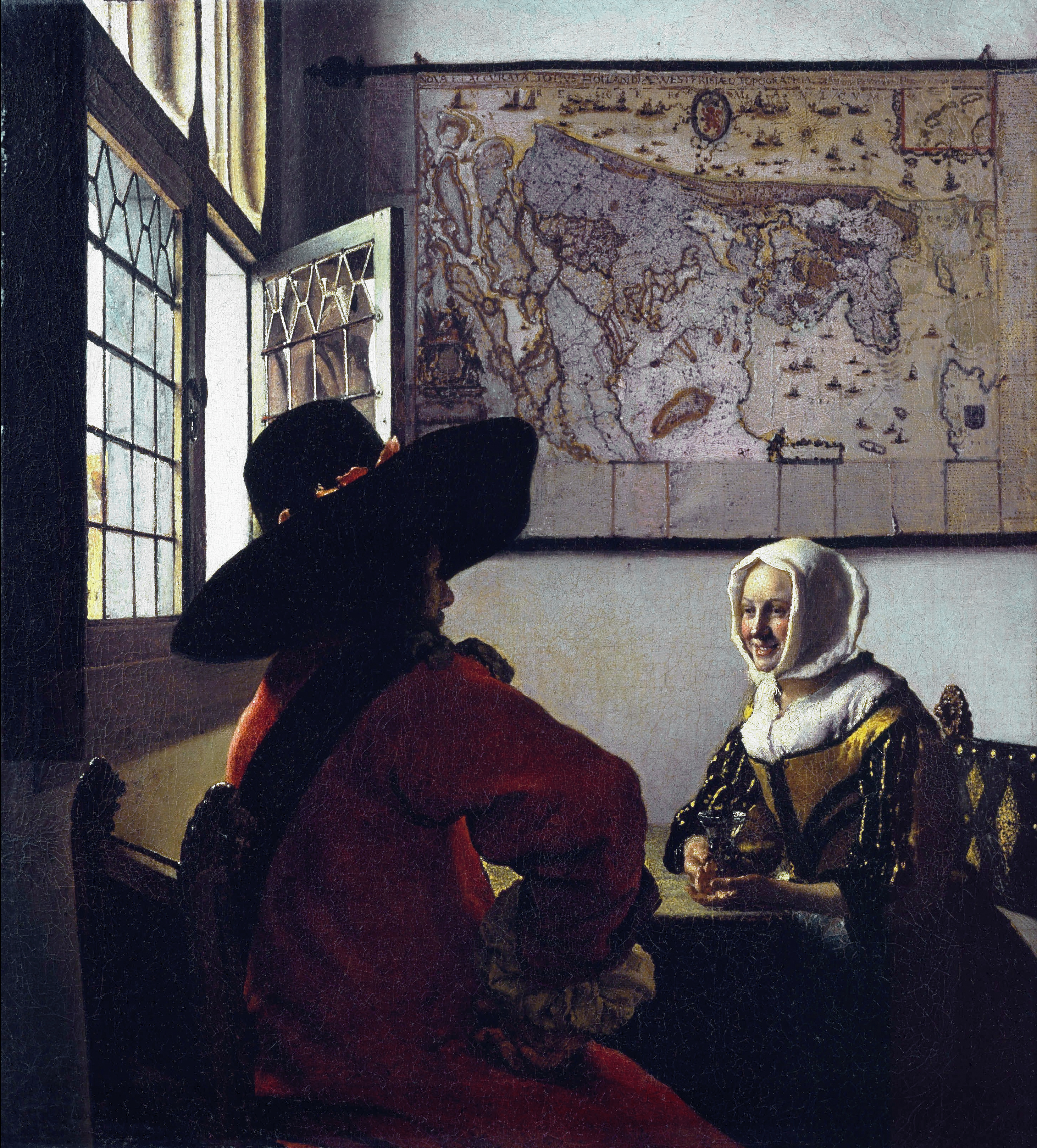
Oficial e moça sorridente (1658)
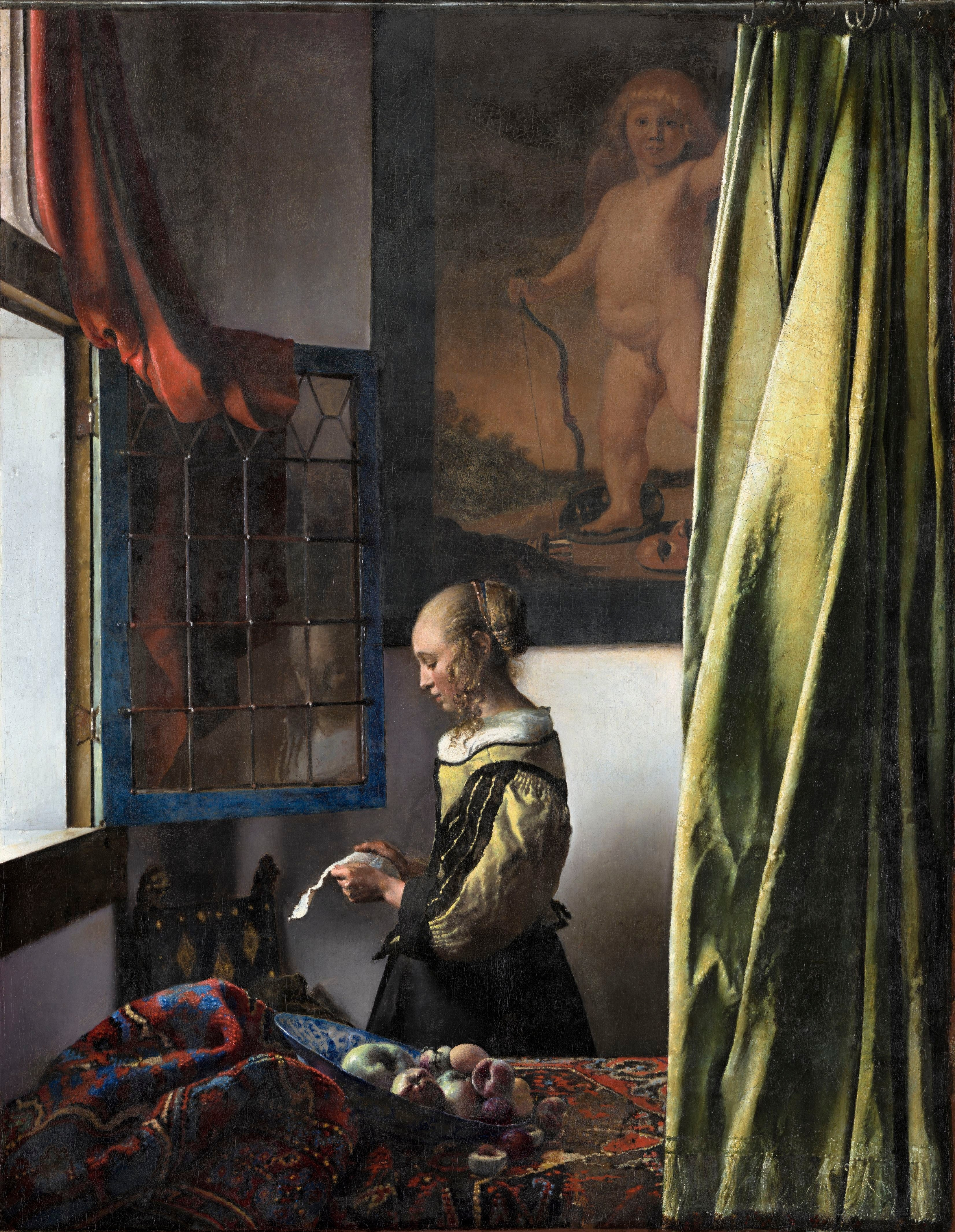
Leitora à janela (1657-1659)
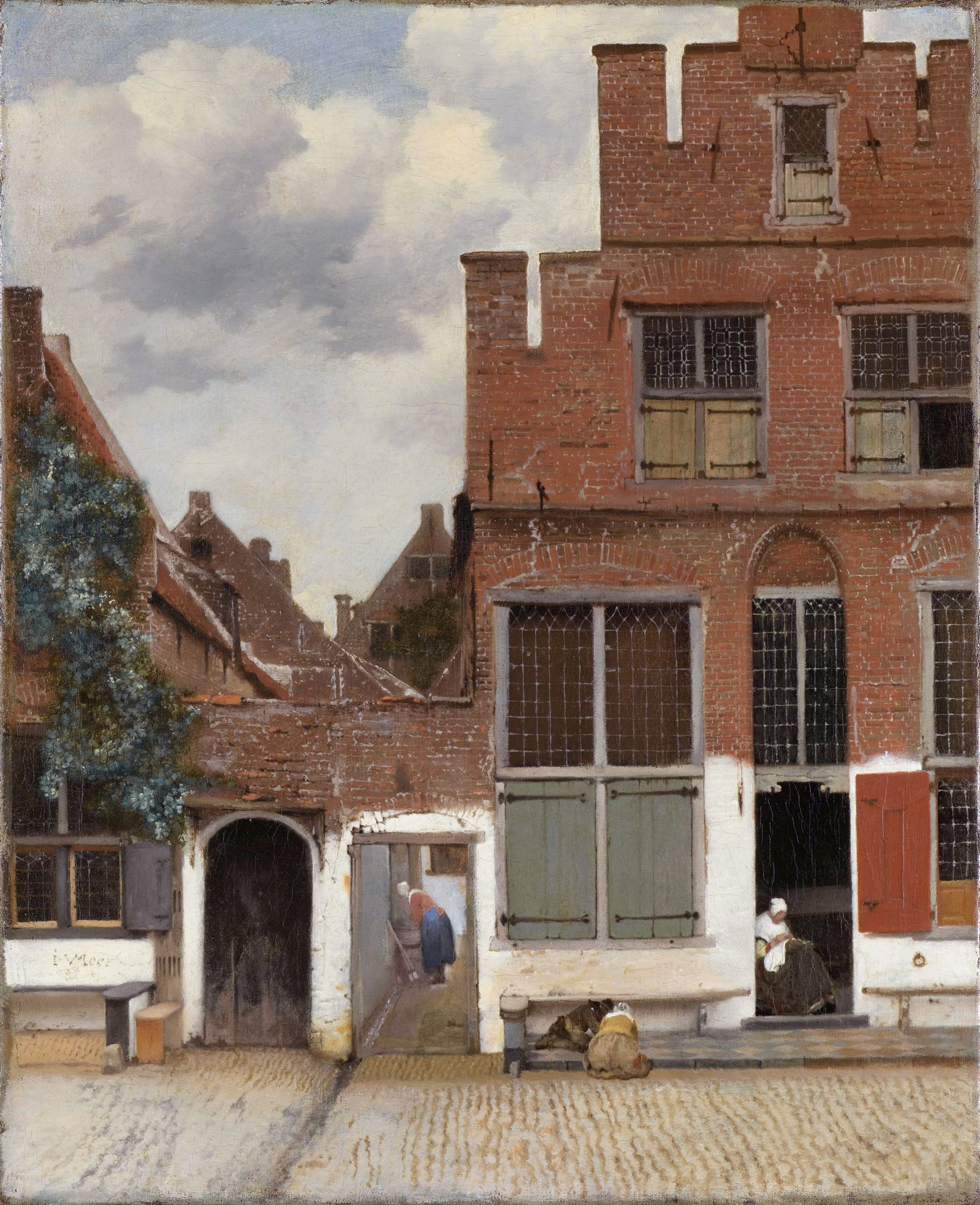
A ruela (1657-1661)
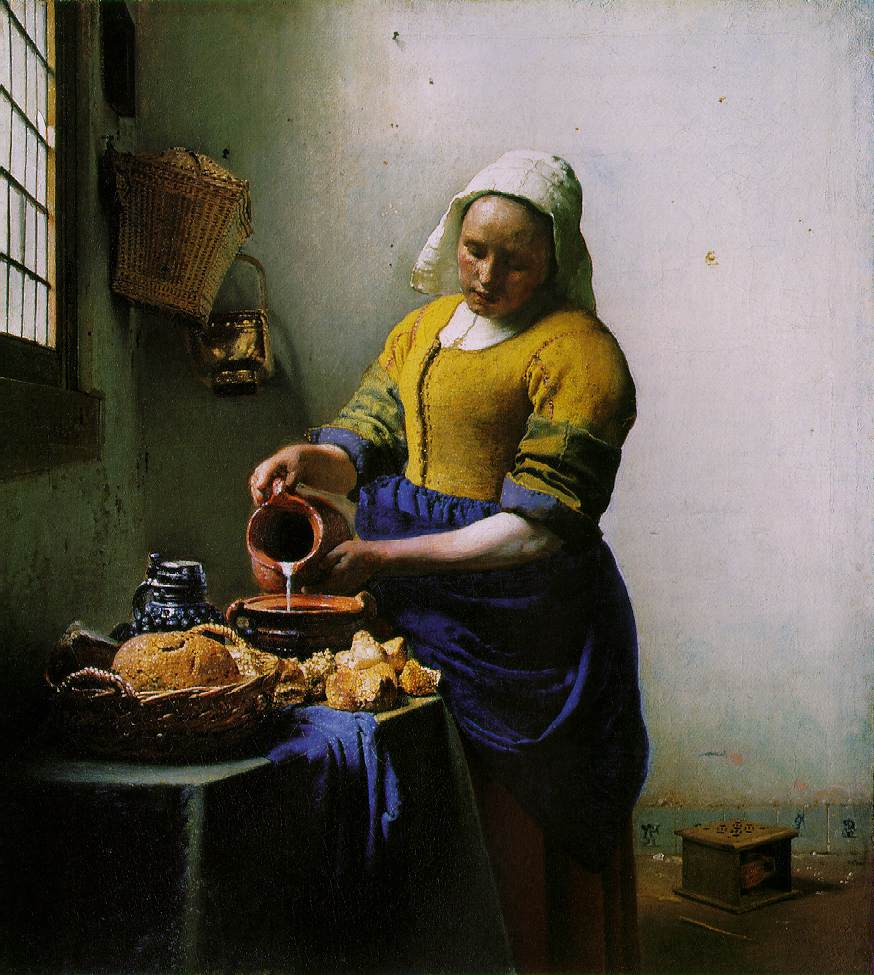
A leiteira (1658-1660)
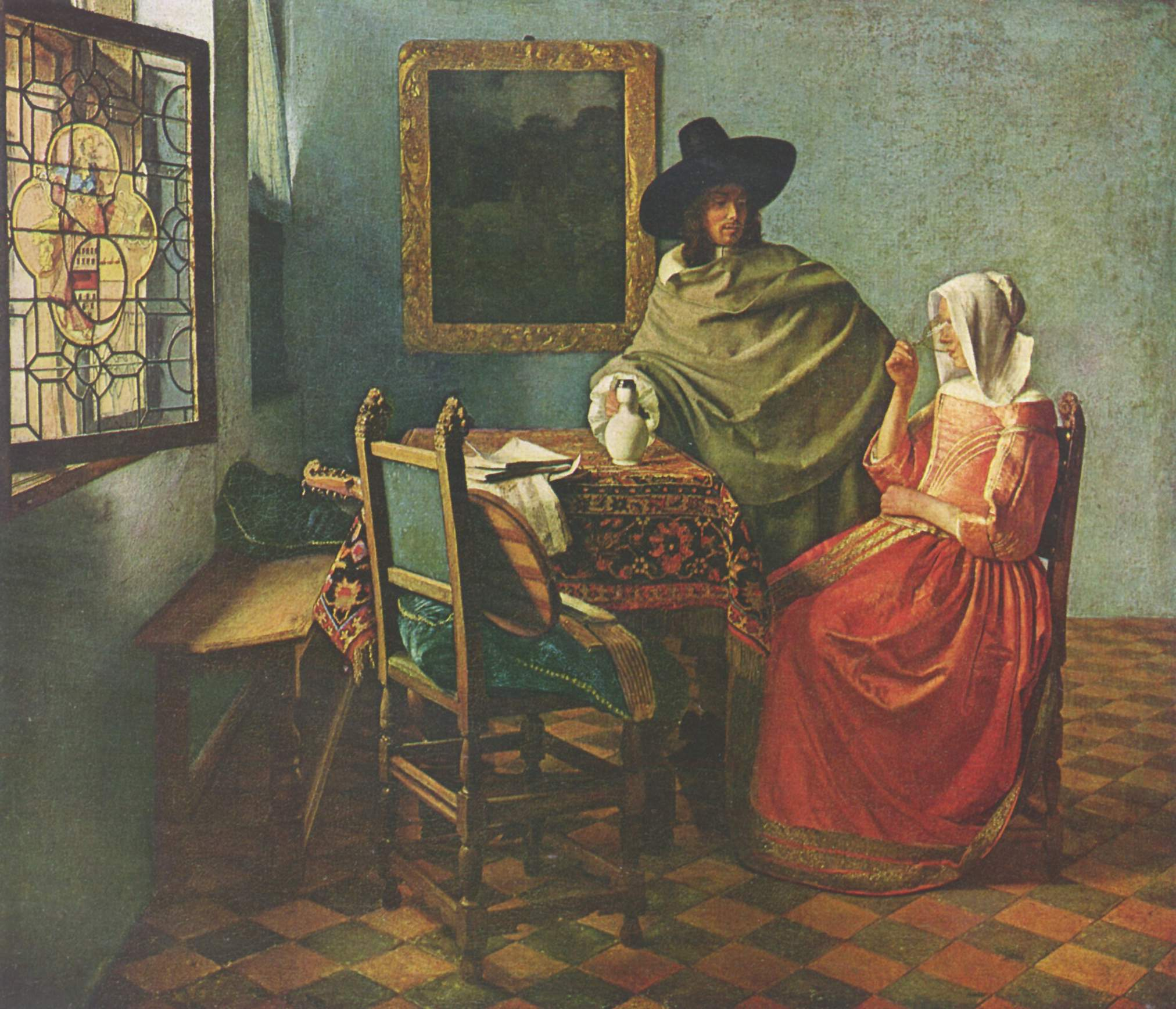
Homem, mulher e vinho (1658-1661)
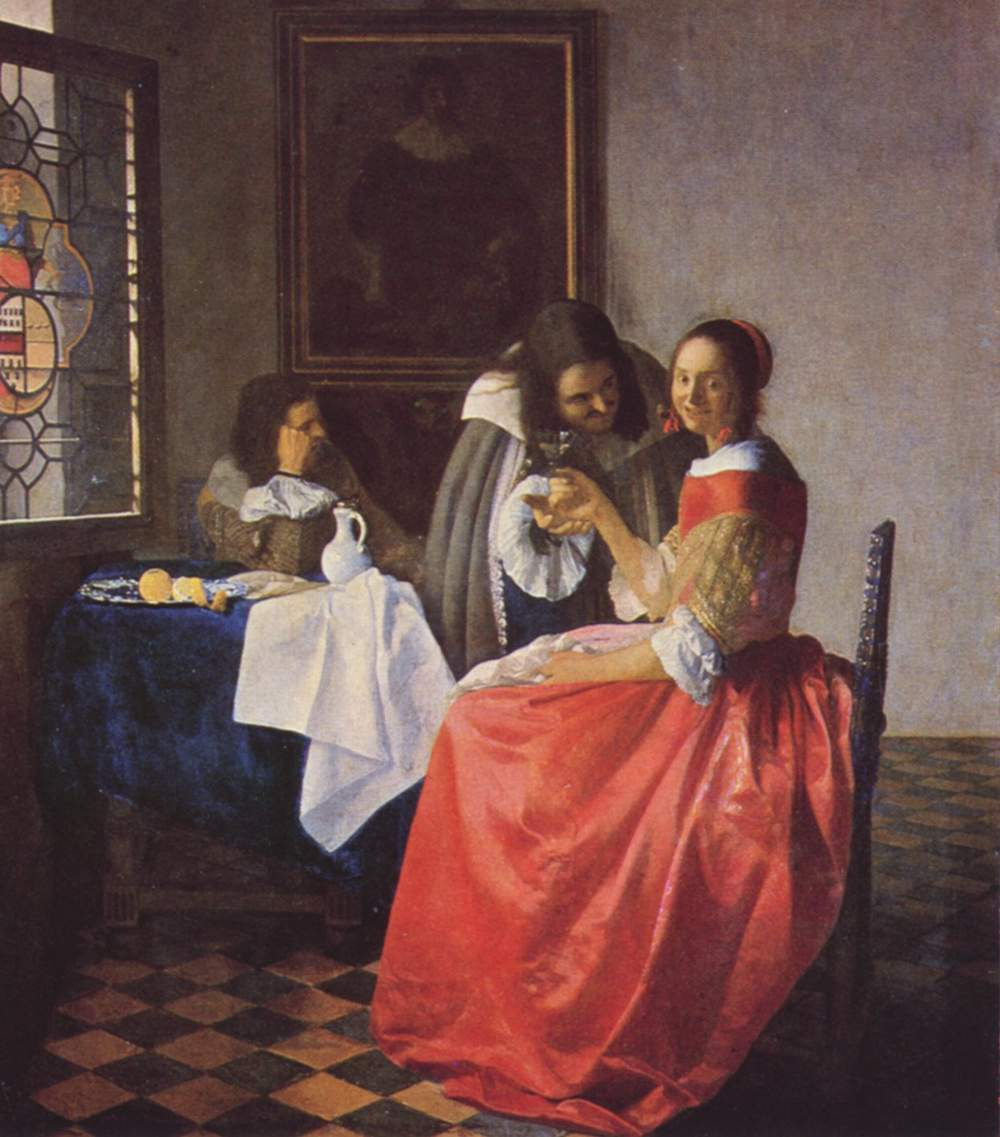
Moça com copo de vinho (1659-1660)
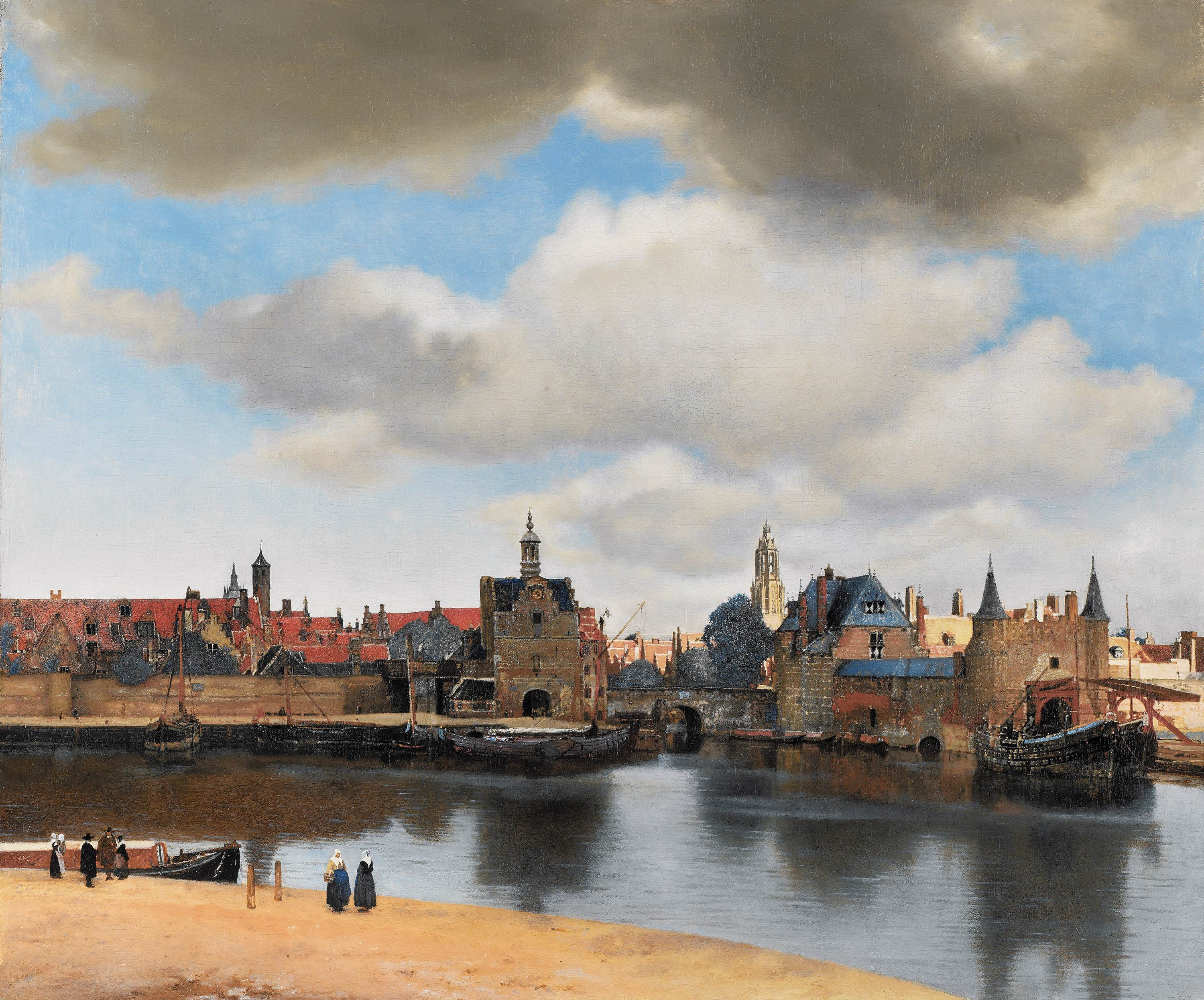
Vista de Delft (1660-1661)
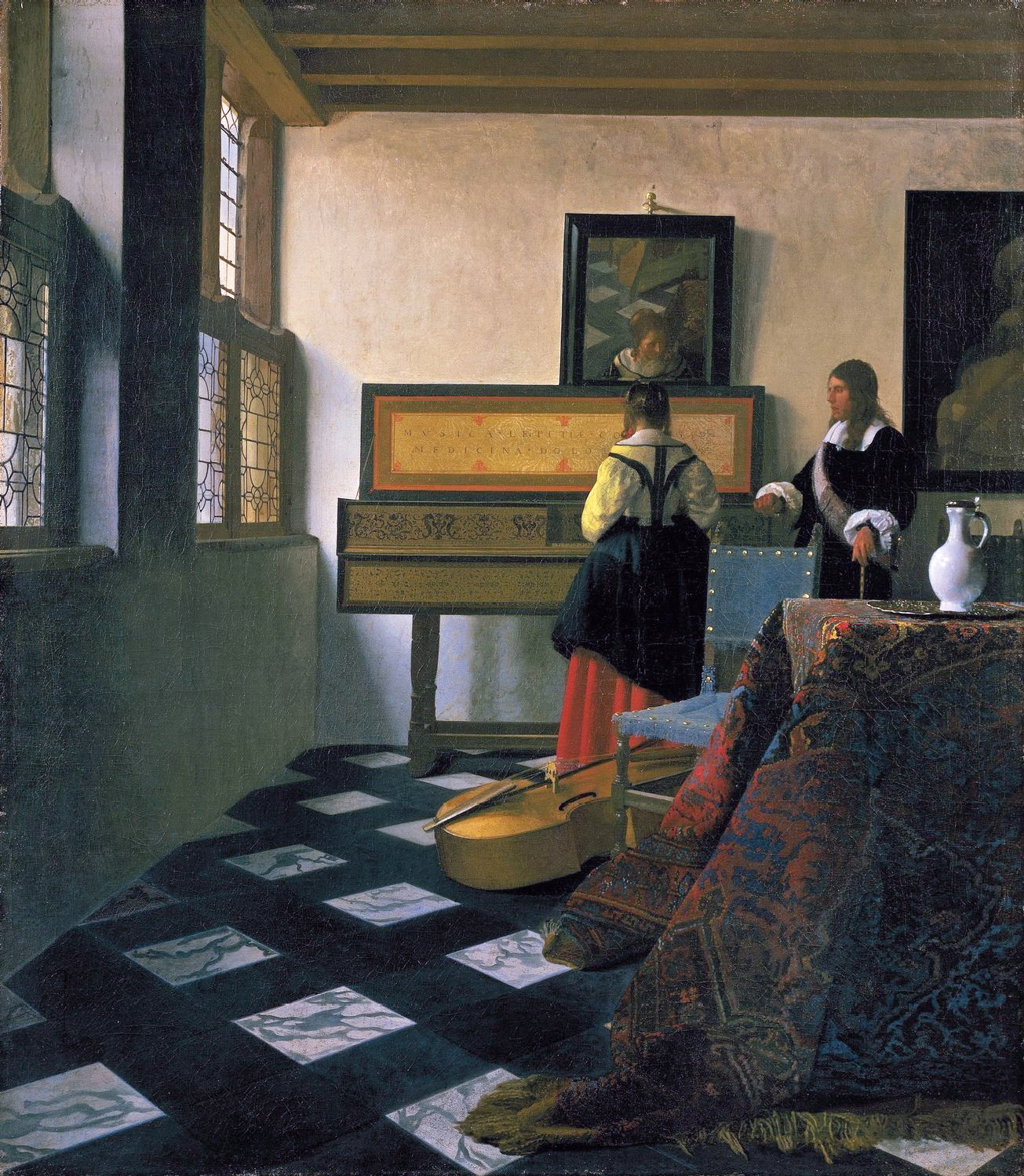
A aula de música (1662)
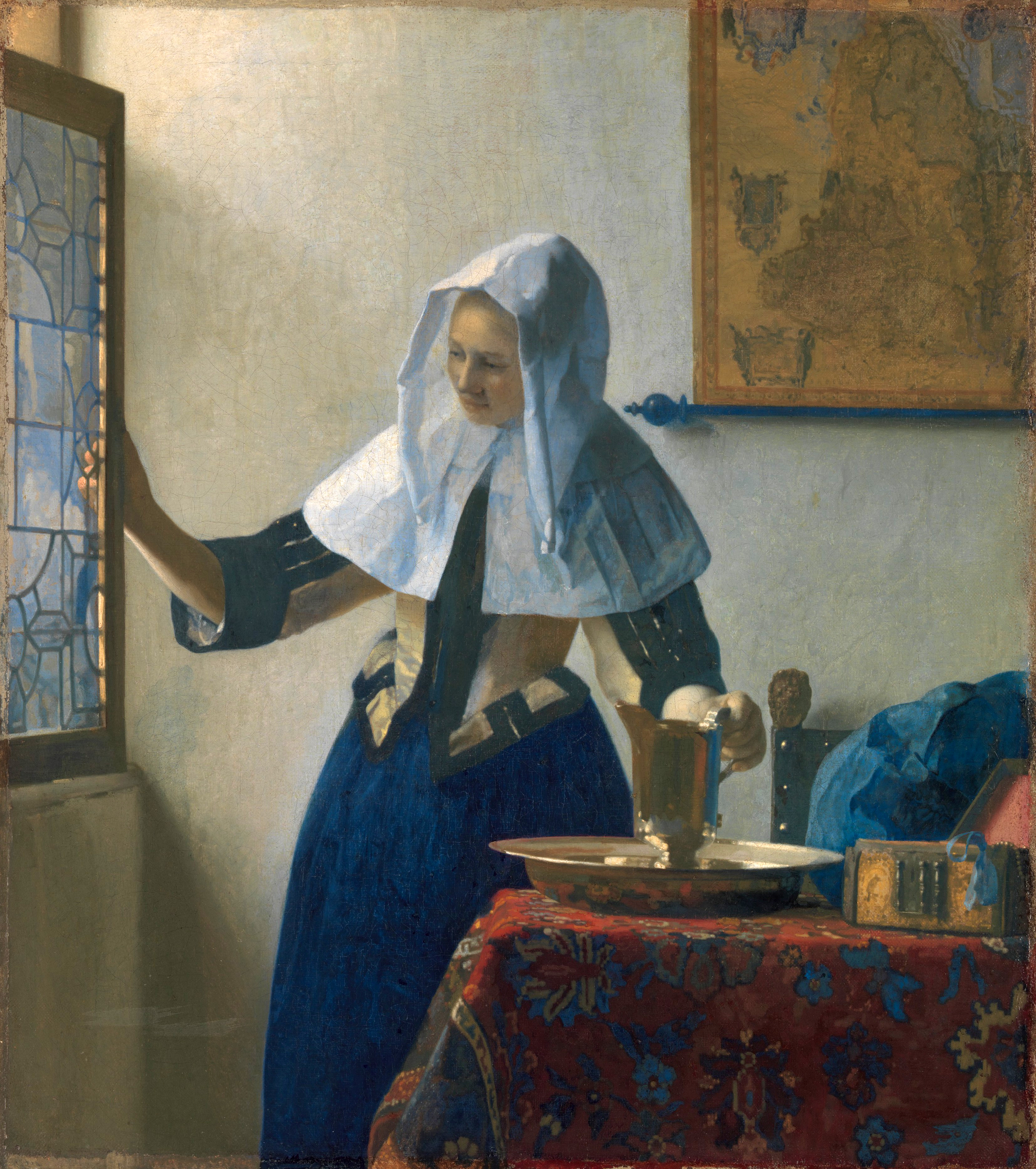
Moça com pichel de água (1662-1663)
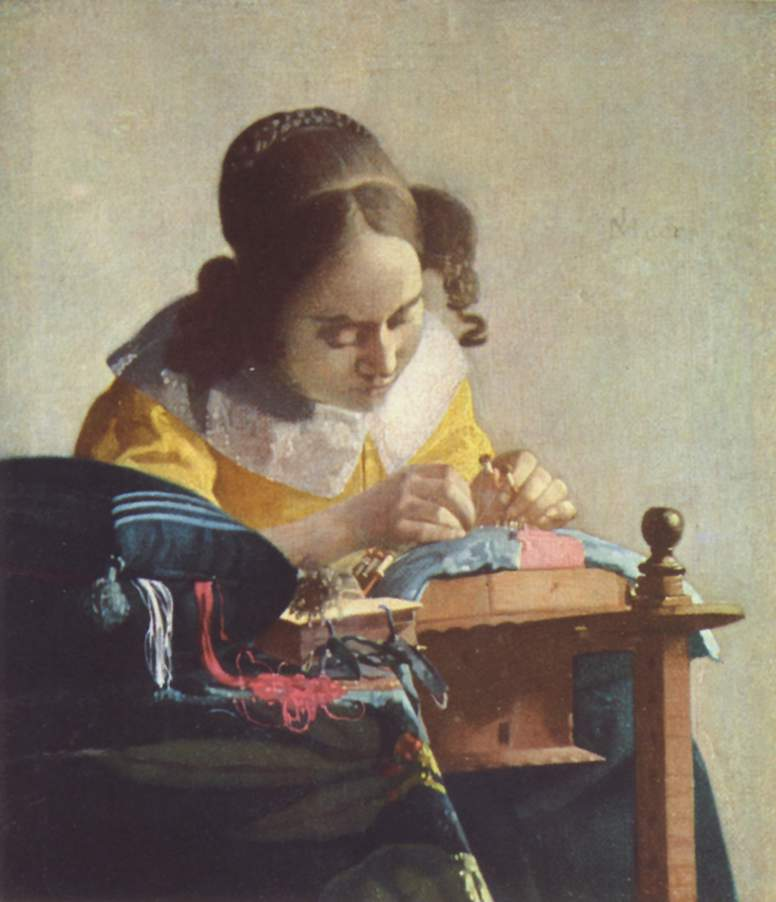
A rendeira (1669/1670)
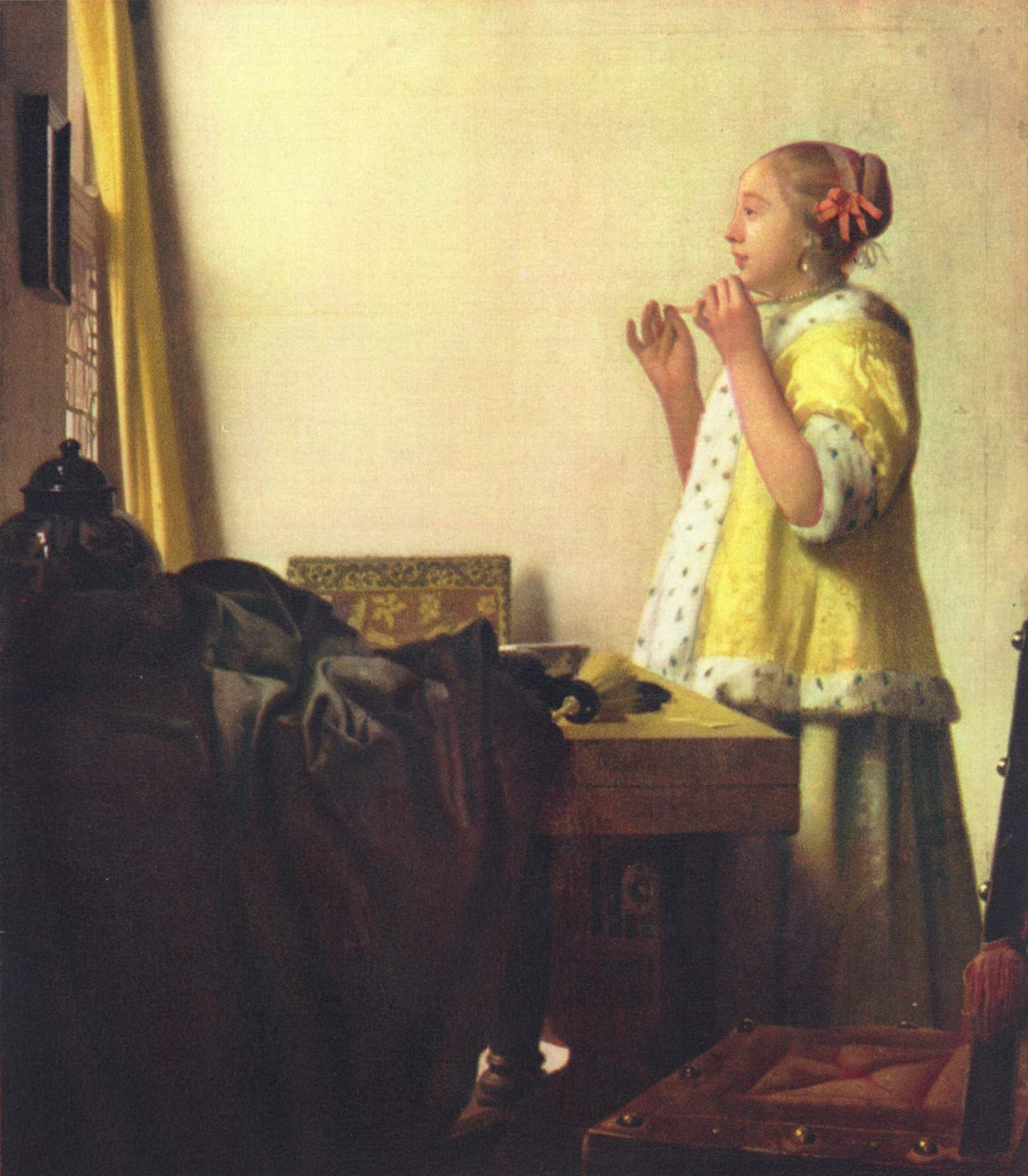
Mulher com colar de pérolas (1664)
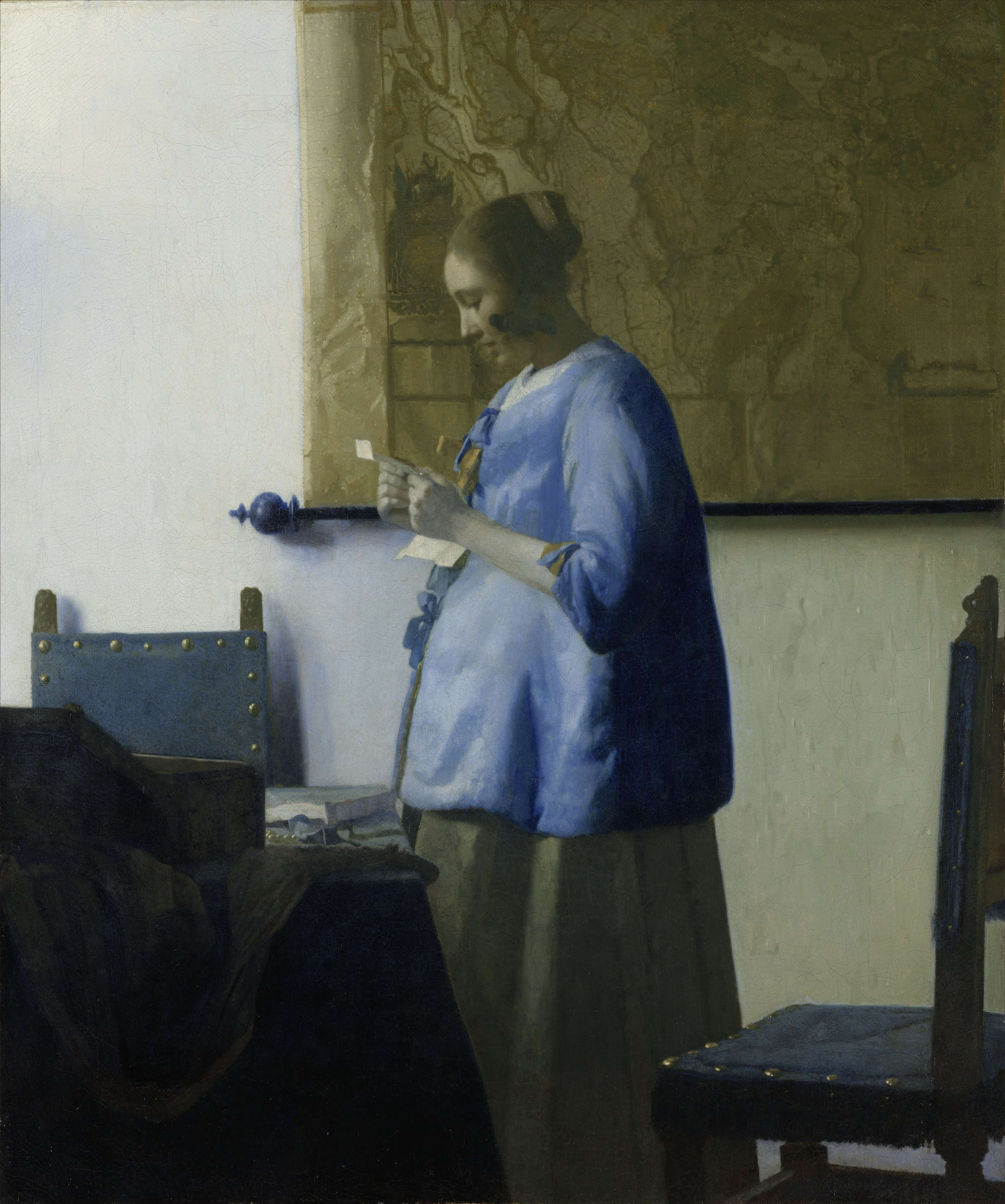
Mulher de azul, lendo uma carta (1664)
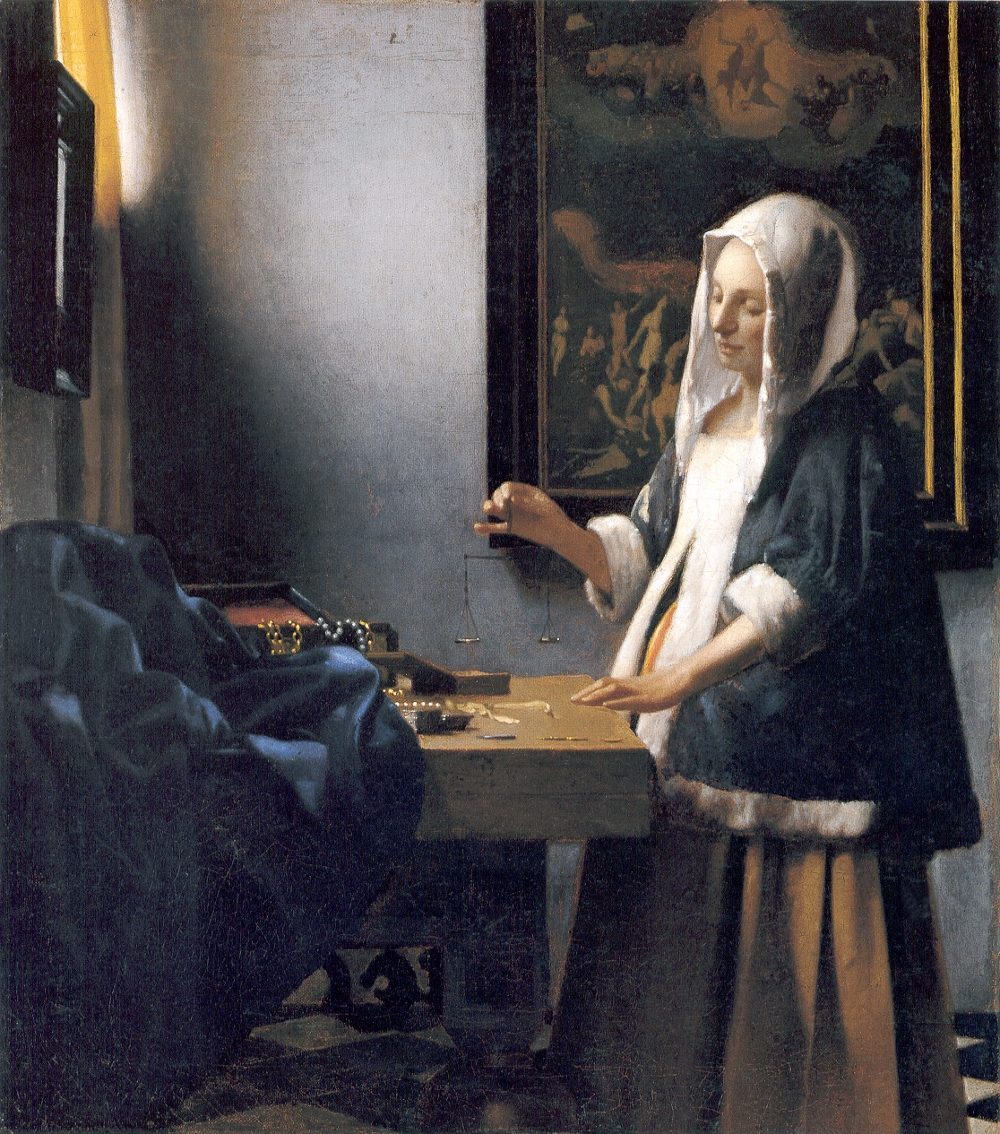
Mulher segurando uma balança (1665)
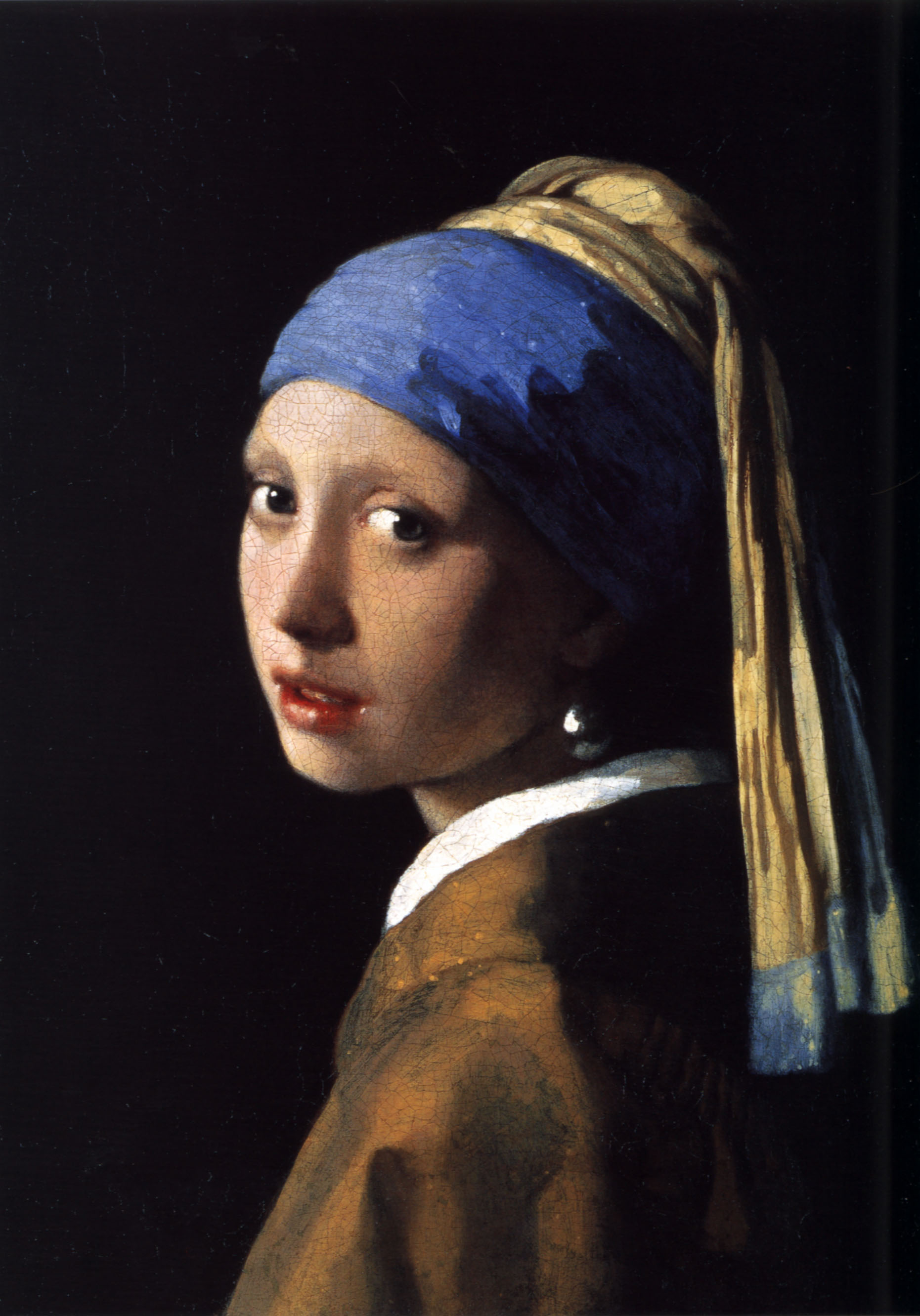
Rapariga com Brinco de Pérola (1665-1666)
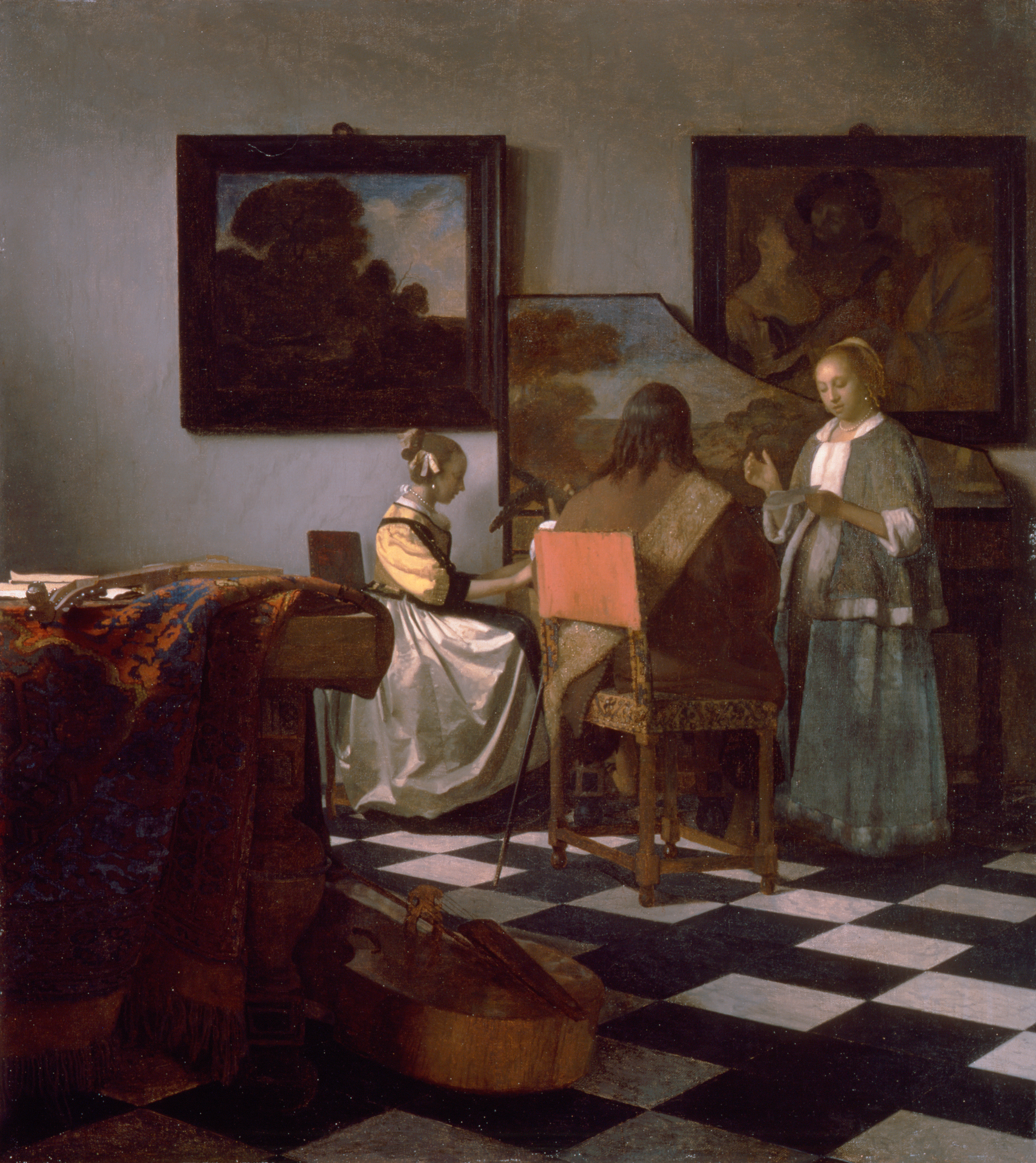
O concerto (1665-1666)
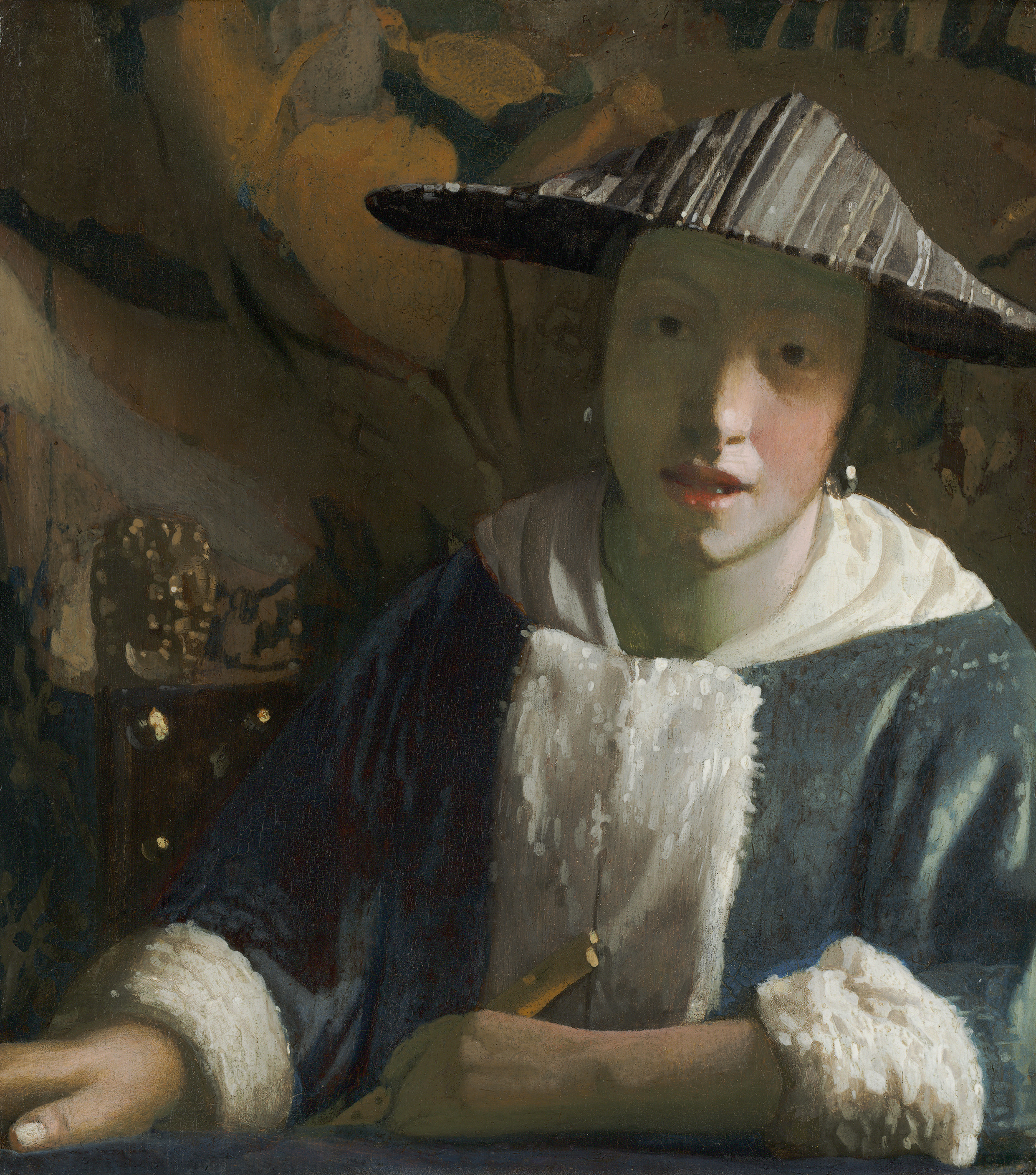
Moça com flauta (1665-1670)
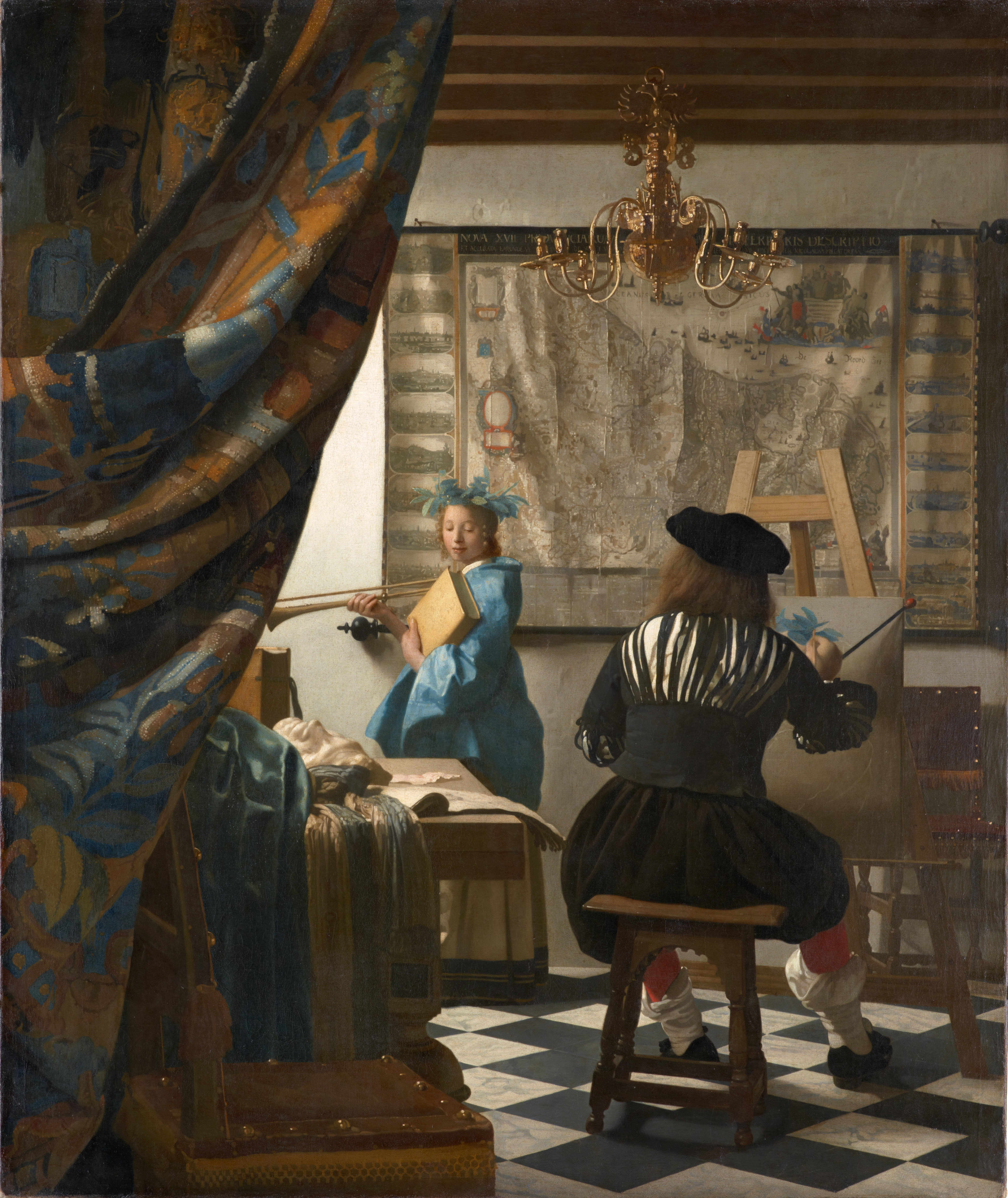
Alegoria da pintura (1666-1667)
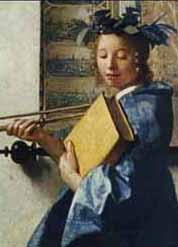
A musa Clio em detalhe da Alegoria da pintura
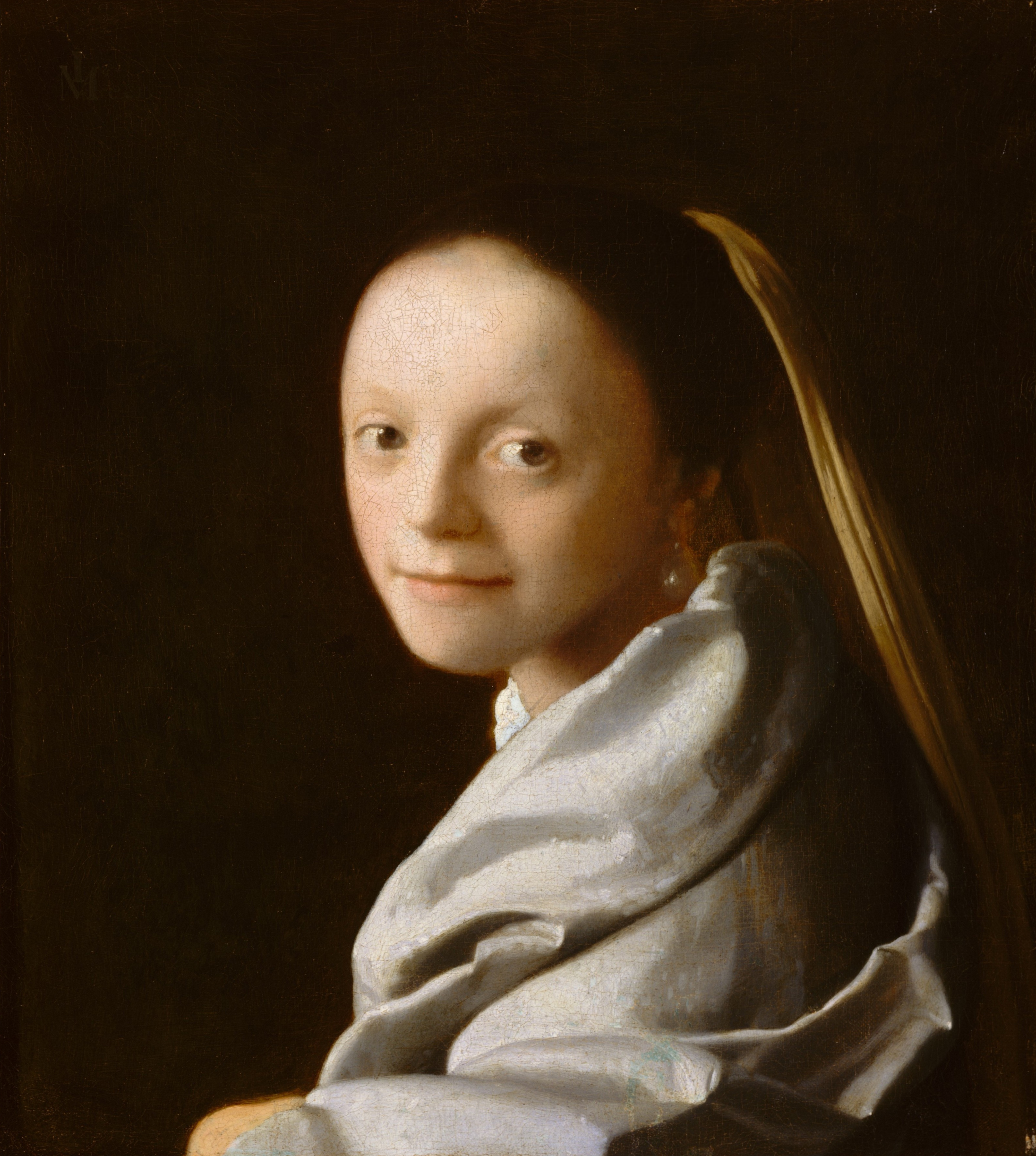
Retrato de uma jovem (1667-1668)
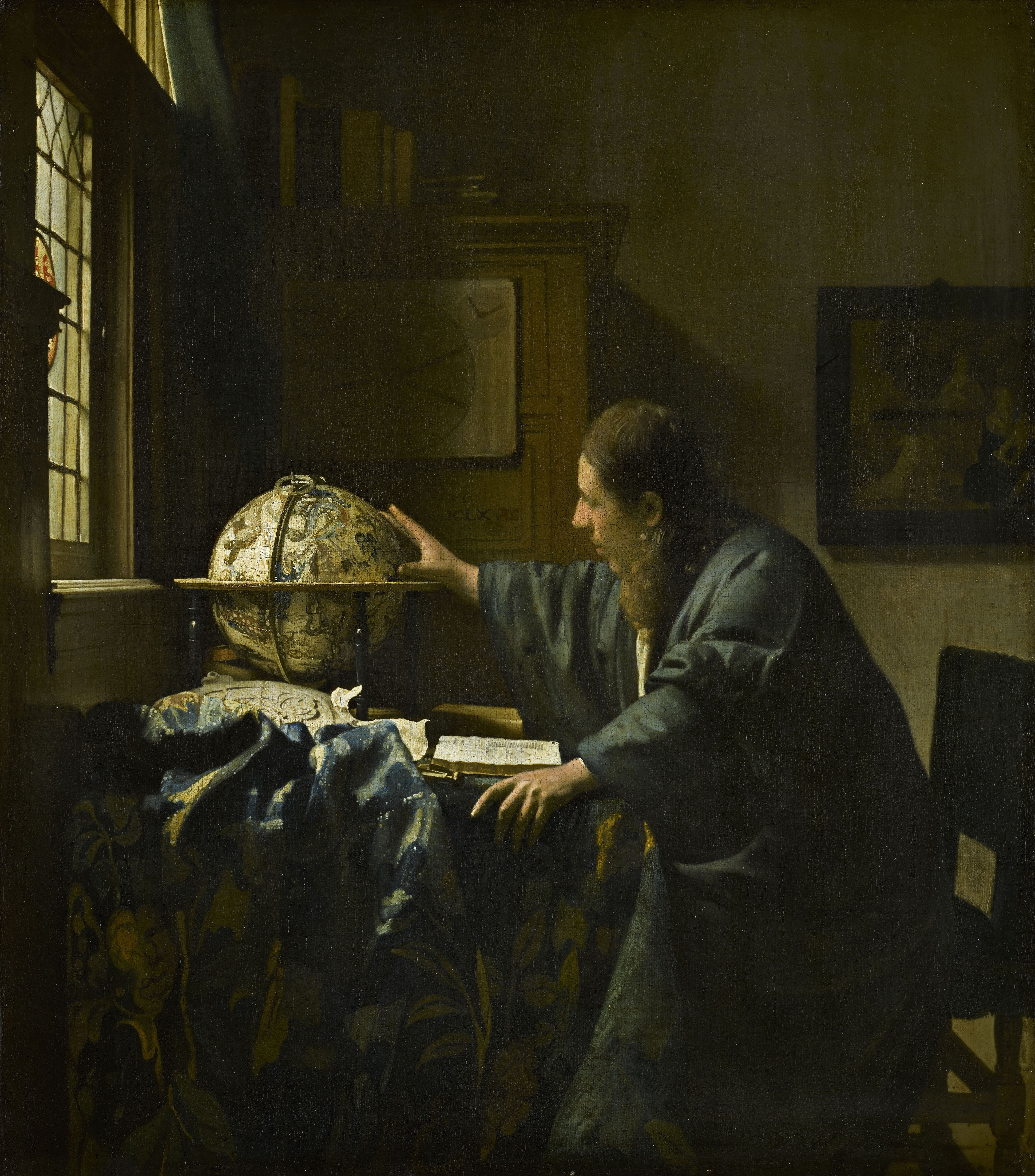
O astrônomo (1668)
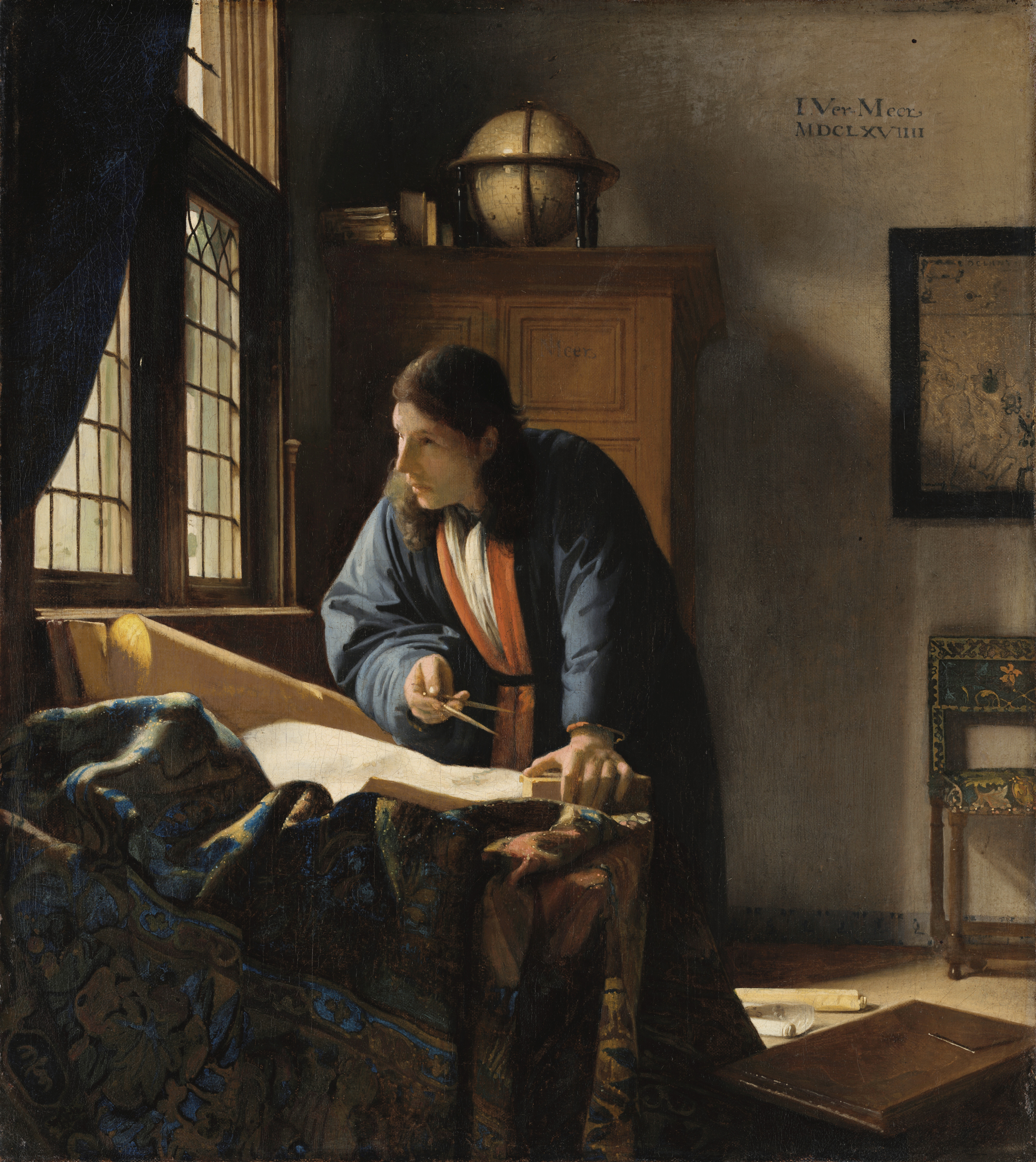
O geógrafo (1669)
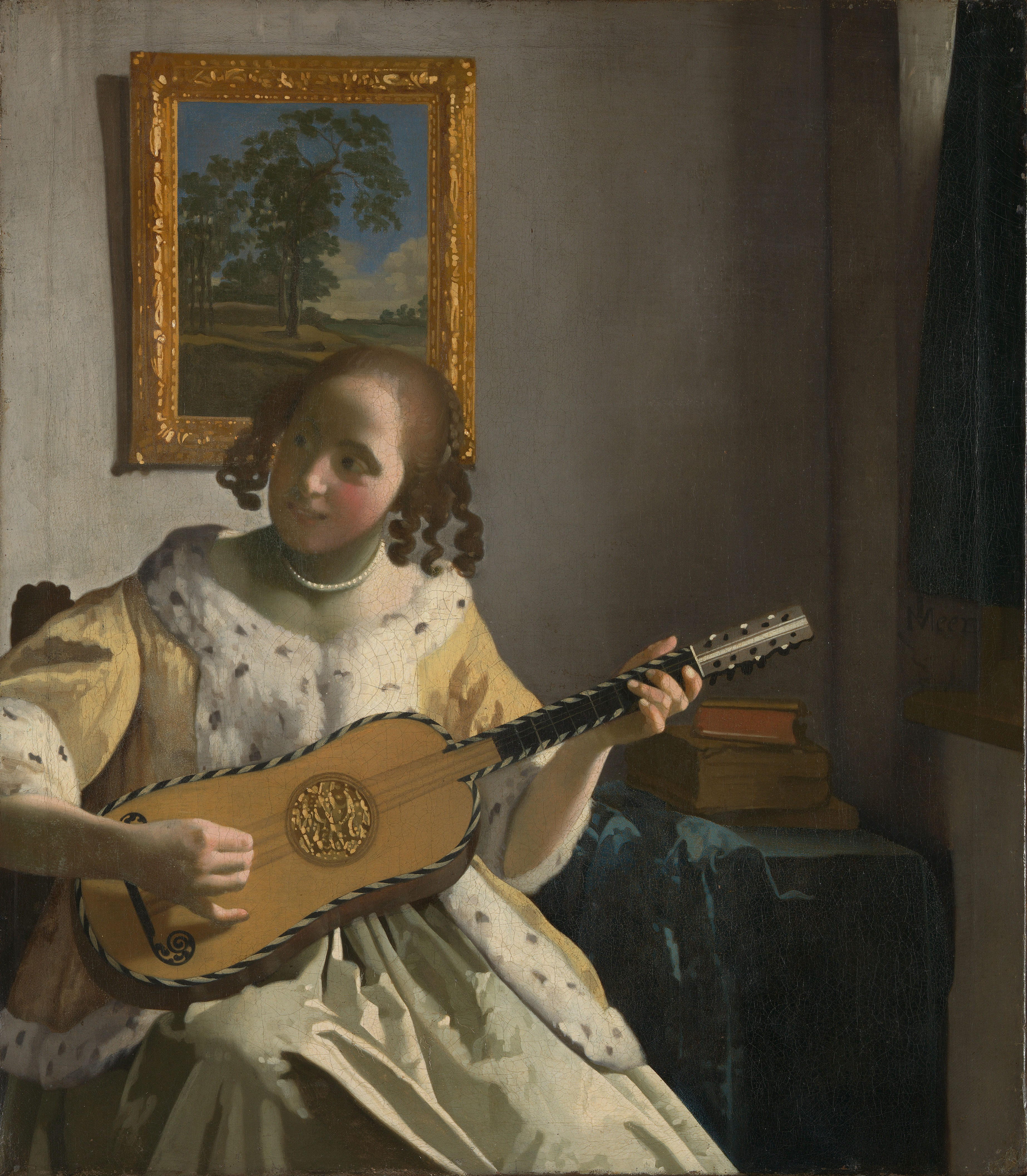
Mulher tocando guitarra (1669-1672)
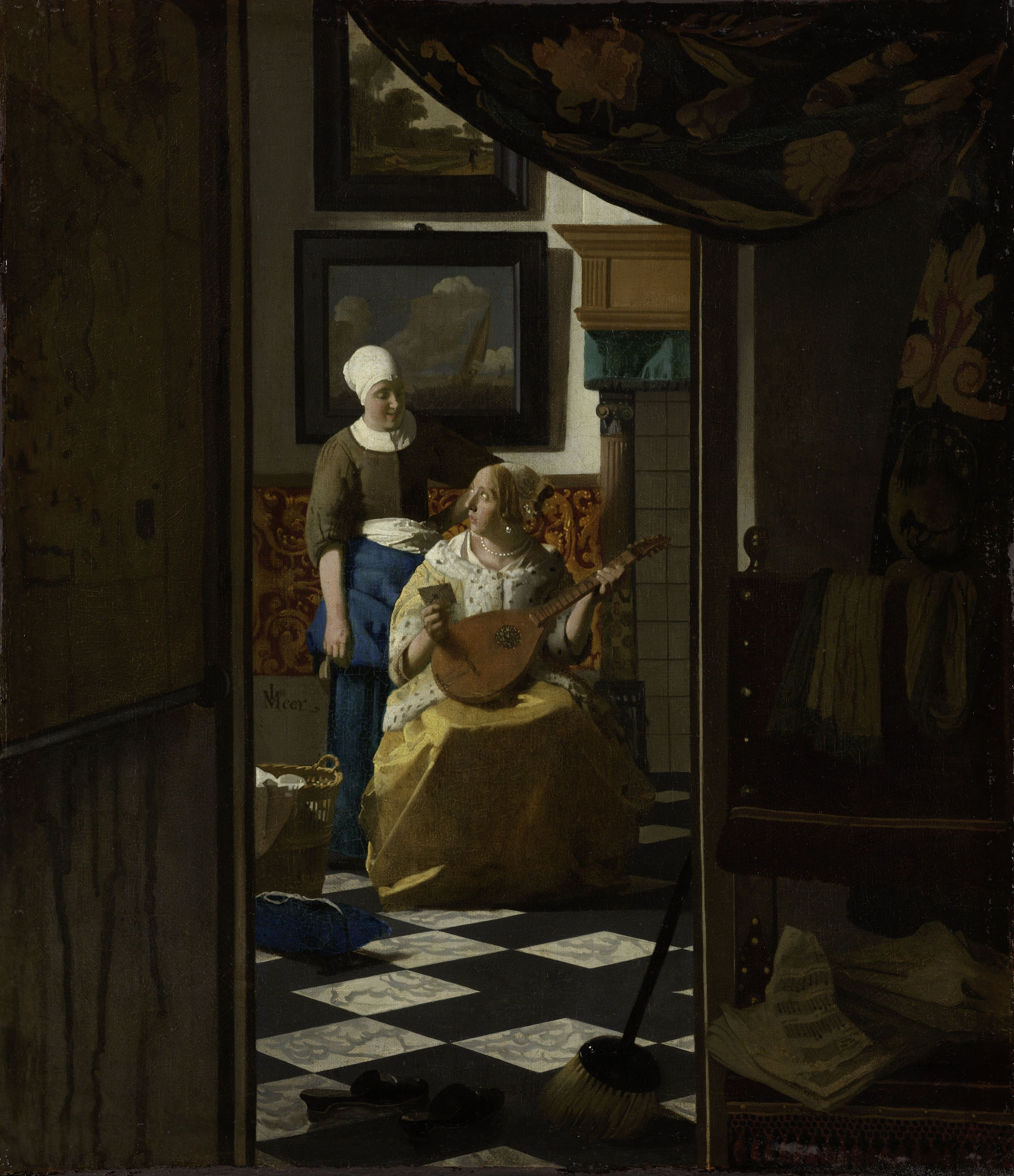
A carta de amor (1670)
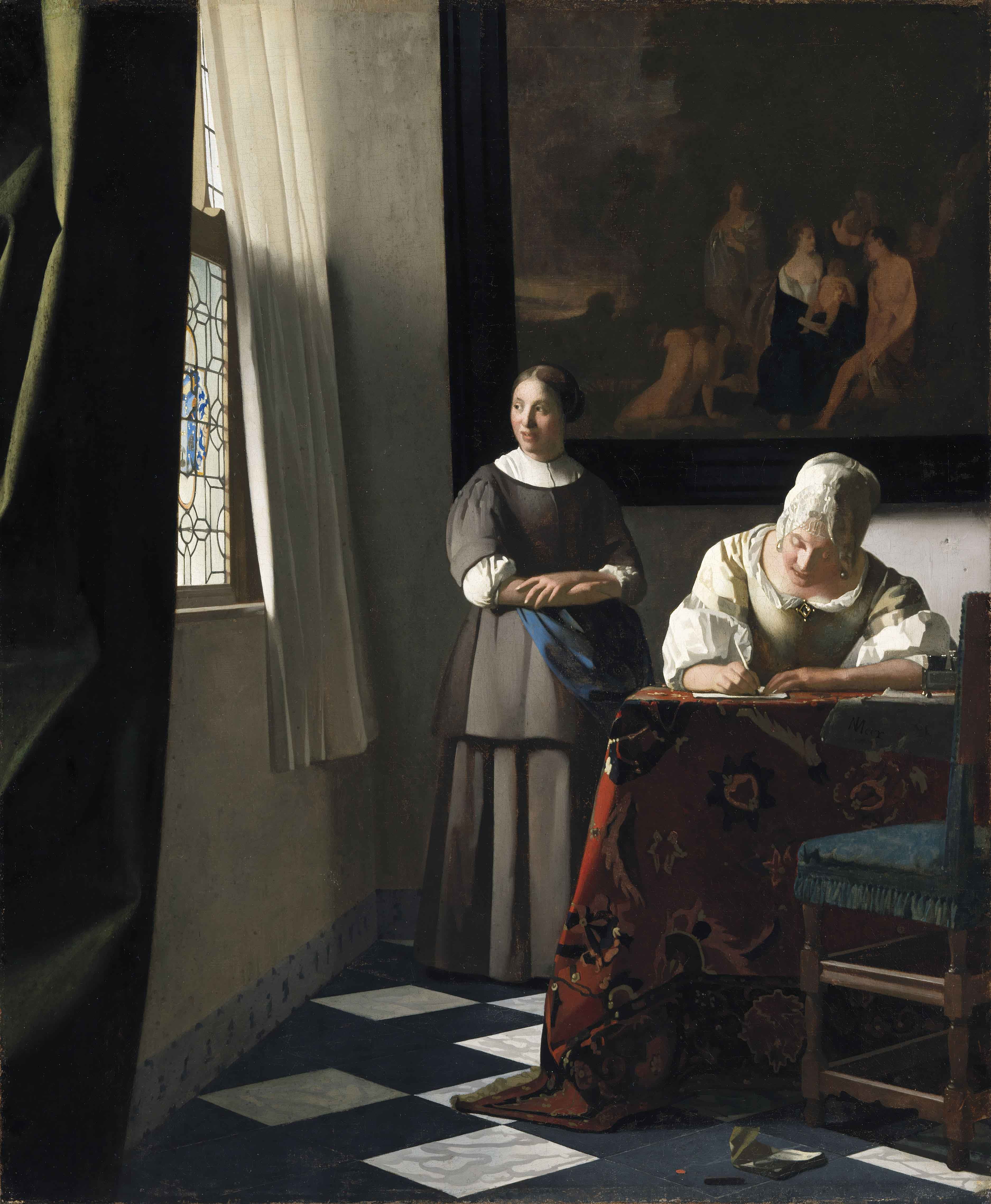
Senhora escrevendo carta com sua criada (1670)
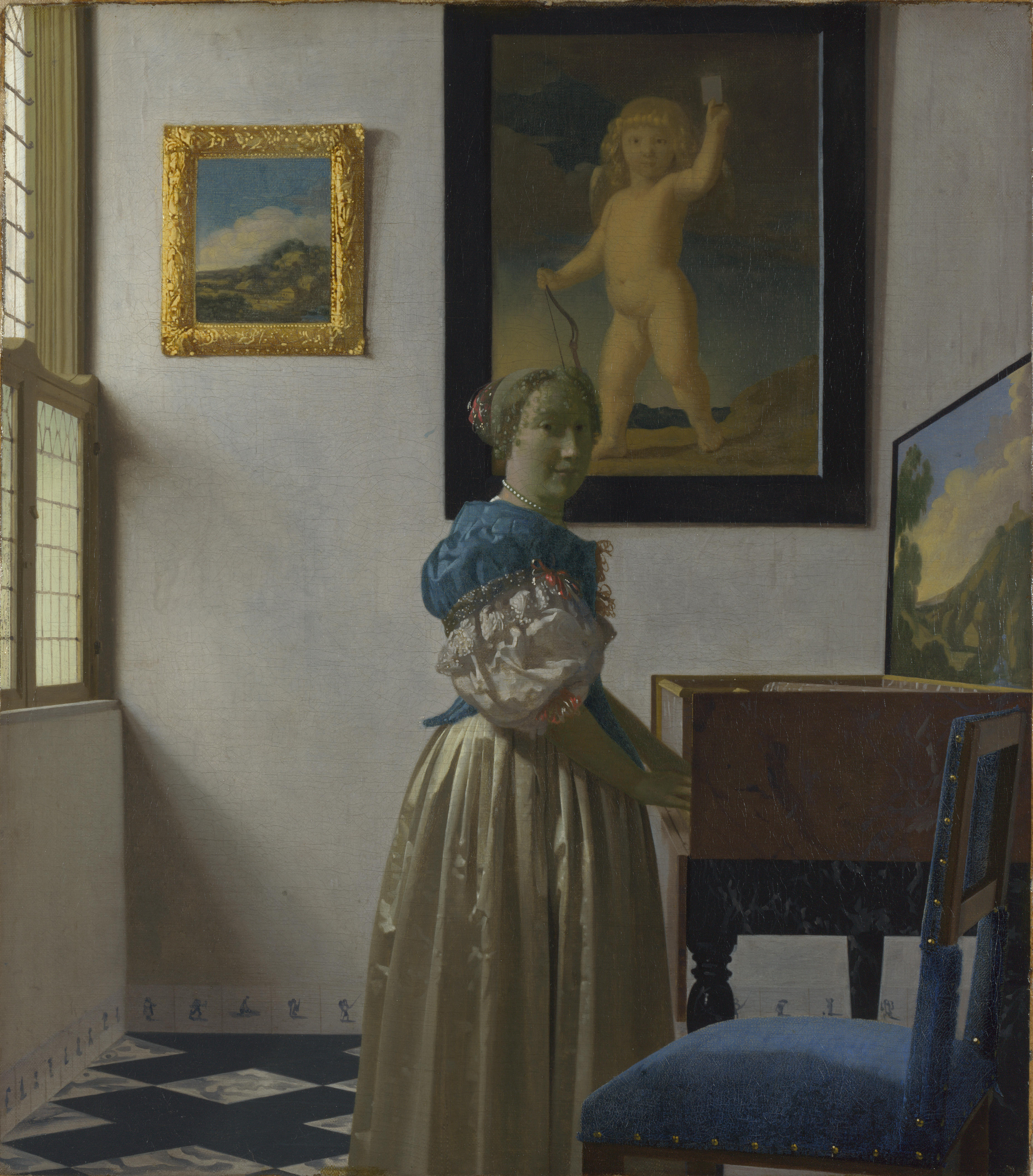
Senhora diante do virginal (1670-1673)
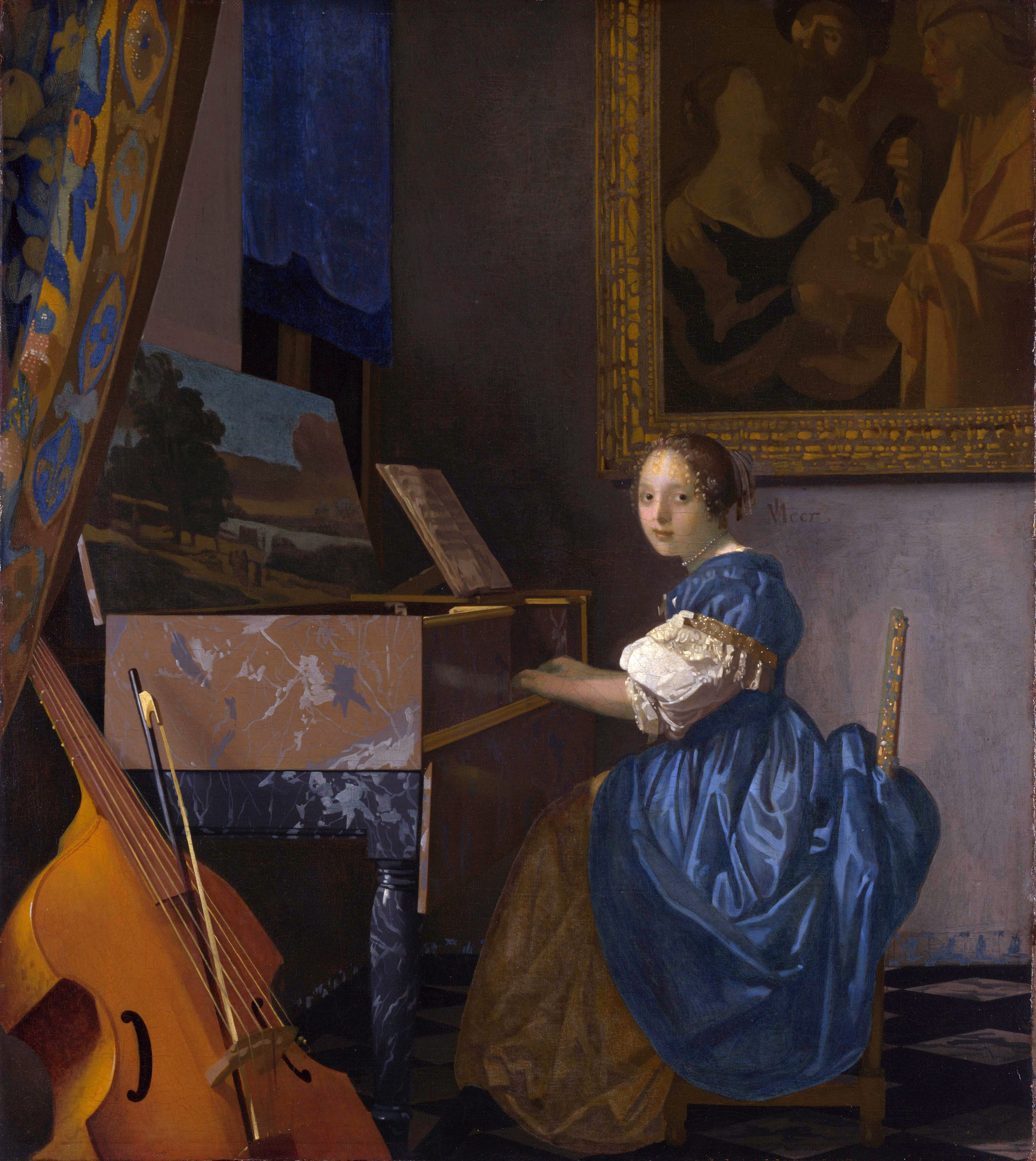
Senhora sentada ao virginal (1673)

## Outras obras
- Moça lendo uma carta à janela (1659), na Pinacoteca dos Mestres Antigos, Dresden